# Luc Condor
Pour les articles homonymes, voir Condor.
Luc Condor est une série de bande dessinée d'aventures belge d'Albert Weinberg publiée d'avril 1949 à 1954 dans l'hebdomadaire pour garçons Héroïc-Albums, dont elle était l'une des meilleures séries selon Patrick Gaumer.
Luc Condor est un aventurier typique des œuvres narratives populaires de l'époque. Dans les premières histoires, il arpente l'Amérique du Sud en compagnie de son cadet Bambino, de la jolie Maria (qu'il épouse) et de son ami José. Tous trois combattent ensuite une organisation de bandits qui tuent Bambino et Maria. Luc, qui ne se fait alors plus appeler que Le Condor, revient en ville pour aider la police, avant de vivre une derrière aventure exotique en 1953.